# Exhorder
Exhorder es una banda de metal formada en Nueva Orleans, Luisiana, a finales de los años ochenta. El grupo es considerado como uno de los pioneros del groove metal junto a Pantera, subgénero que posteriormente popularizarían junto a bandas como Lamb Of God, White Zombie, Machine Head y Sepultura.

## Historia
Exhorder se formó en 1985 en New Orleans y fue una de las bandas que contribuyó a formar el "sonido de Louisiana", un sonido común compartido por muchas bandas del estado. Realizaron dos demos, una en 1986 llamada Get Rude, y otra, Slaughter in the Vatican en 1988. Exhorder se disolvió brevemente después de la grabación de la demo, pero fue reformado con el nuevo guitarrista Jay Ceravolo (que reemplazó a David Main).
Slaughter in the Vatican, el primer álbum de la banda, apareció en 1990. El álbum se basaba en la demo del mismo nombre de 1988, y consagró la peculiaridad de sus riffs con un estilo estructural rígido. Trajo cierta polémica por el título ofensivo y por la propia portada. El segundo asalto, el disco de 1992 The Law, fue mucho más adentro de la esencia del groove metal que hacia las puerezas del thrash y no tuvo el mismo efecto que su debut. Después de la gira europea de presentación, la banda se disolvió. El cantante Kyle Thomas se marchó para formar Floodgate con su hermano, así como para figurar momentáneamente a las voces de Trouble, mientras el guitarrista Jay Ceravolo formó Fall from Grace. Chris Nail es copropietario del 7 C&M Music Center de LA y MS.

### Reunión
Exhorder se reunieron para una serie de conciertos de gira en 2001 y 2003, ambos en Nueva Orleans. Exhorder se volverán a reunir ya que Kyle Thomas decidió salir amigablemente de Alabama Thunderpussy, esto sucedió el 4 de septiembre de 2008.

### Controversia
Ha sido extensamente proclamado, pero discutido, que Exhorder capitaneó los orígenes del groove metal, cuestión que, a menudo, se atribuye a Pantera. Algunos han asegurado que Pantera tomó elementos de Exhorder, por el parecido en las guitarras rítmicas, los ritmos de bajo y la similitud evidente en las líneas vocales, distanciadas del thrash estándar.
Sin embargo, el primer álbum de Exhorder, estaba más en la vena del thrash metal y no se introdujo en el groove hasta que lanzaron The Law en 1992. Así, para los defensores de Pantera, la controversia se zanja en favor de estos últimos, ya que Pantera tenía ya dos lanzamientos de groove (Cowboys from Hell y Vulgar Display of Power) antes de que Exhorder lanzara The Law. Esto, a su vez, es discutible, pues Exhorder, en su demo de 1986 titulada Get Rude, ya tenían grabados dos temas que posteriormente saldrían en el álbum The Law.

## Miembros

### Miembros actuales
- Kyle Thomas - Voz (1985–1992, 1998–2003, 2008–presente)
- Vinnie LaBella - Guitarra(1985–1992, 1998–2003, 2008–presente)
- Jay Ceravolo - Guitarra (1988–1992, 1998–2003, 2008–presente)
- Seth Davis - Batería (2010–presente)
- Jorge Caicedo - {Bajista}
- Pat O'Brien - Guitarra en directo (2022-presente)

### Miembros anteriores
- David Main - Guitarra (1985–1988)
- Andy Villafarra - Bajo (1985–1990, 2009–2010)
- Chris Nail - Batería (1985–1992, 1998–2003, 2008–2010)
- Frankie Sparcello - Bajo (1991–1992, 2010–2011)

## Discografía

### Demos
| Fecha | Título                   | Sello         |
| 1986  | Get Rude                 | Autoproducido |
| 1988  | Slaughter in the Vatican | Autoproducido |

### Discos de estudio
| Fecha                    | Título                   | Sello                 |
| 5 de julio de 1990       | Slaughter in the Vatican | Roadrunner Records    |
| 15 de marzo de 1992      | The Law                  | Roadrunner Records    |
| 20 de septiembre de 2019 | Mourn the Southern Skies | Nuclear Beast Records |
| 8 de marzo de 2024       | Defectum Omnium          | Nuclear Beast Records |

### Discos en directo
| Fecha | Título     | Sello              |
| 1994  | Live Death | Roadrunner Records |